# Eduard Radzjukevitj
Eduard Radzjukevitj (russisk: Эдуа́рд Влади́мирович Радзюке́вич) (født 11. juli 1965 i Petrosavodsk i Sovjetunionen) er en russisk filminstruktør, skuespiller og manuskriptforfatter.

## Filmografi
- All Inclusive, ili Vsjo vkljutjeno! (All inclusive, или Всё включено!, 2011)[1][2]